# لی کروکس
لی کروکس (انگلیسی: Lee Crooks؛ زادهٔ ۱۴ ژانویهٔ ۱۹۷۸) فرد نظامی اهل بریتانیا است.
از باشگاه‌هایی که در آن بازی کرده‌است می‌توان به باشگاه فوتبال بارنزلی، باشگاه فوتبال اوست تاون، باشگاه فوتبال نوتس کانتی، باشگاه فوتبال روچدیل، باشگاه فوتبال منچستر سیتی، باشگاه فوتبال نورث‌همپتون تاون، باشگاه فوتبال گایزلی، و باشگاه فوتبال برادفورد سیتی اشاره کرد.